# Mauricio Bruzzone
Mauricio Bruzzone, vollständiger Name Mauricio Milton Bruzzone Espinosa, (* 10. August 1985 in Las Piedras) ist ein uruguayischer Fußballspieler.

## Karriere
Der 1,79 Meter große Mittelfeldakteur stand zu Beginn seiner Karriere 2008 in Reihen von Villa Española. Im August jenes Jahres wechselte er zum Club Oriental de Football und blieb dort bis Jahresende. Von Anfang 2009 bis in die ersten Januartage 2012 war der Club Sportivo Cerrito sein Arbeitgeber. In den beiden Erstligaspielzeiten 2009/10 und 2011/12 kam er in insgesamt 41 Partien der Primera División zum Einsatz und erzielte einen Treffer. Dazwischen spielte seine Mannschaft in der Spielzeit 2010/11 in der Segunda División. Bruzzone lief bei den Montevideanern in mindestens 20 Zweitligabegegnungen auf und traf mindestens einmal ins gegnerische Tor. Anfang Januar 2012 verpflichtete ihn El Tanque Sisley. In der Clausura 2012 wurde er dort 14-mal (kein Tor) in der höchsten uruguayischen Spielklasse eingesetzt. Anschließend war er von Mitte Juli 2012 bis in den Juli 2013 für Racing Trelew aus Argentinien aktiv. Es folgte eine bis Anfang August 2014 währende Karrierestation bei Racing Olavarría. Für die Argentinier absolvierte er 20 Partien (kein Tor) im Torneo Argentino A und eine Begegnung (kein Tor) der Copa Argentina. Sodann schloss er sich dem uruguayischen Zweitligisten Club Atlético Progreso an. Lediglich einen Ligaeinsatz (kein Tor) in der Apertura 2014 weist die Statistik bei diesem Verein für ihn aus. Im Januar 2015 wechselte er zu Deportivo Madryn. Bei den Argentiniern bestritt er neun Partien (kein Tor) im Torneo Argentino A. Von Anfang Februar 2016 bis Anfang August 2016 stand er erneut in Reihen des Club Oriental de Football und wurde in zehn Begegnungen (kein Tor) der zweithöchsten uruguayischen Spielklasse eingesetzt. Anschließend wechselte er zum Club Atlético Torque, kehrte aber im Folgejahr wieder zum Club Oriental zurück, bei dem er Ende 2018 seine Karriere beendete.